# Малинская подпольная организация
Малинская подпольная организация - антифашистская подпольная организация, во время Великой Отечественной войны действовавшая в условиях немецкой оккупации в городе Малин и на территории Малинского района Житомирской области в период с декабря 1941 года до ноября 1943 года.
Организацию возглавлял П. А. Тараскин, а после его гибели — Н. И. Соснина. В состав организации входили подпольные группы в Малине, посёлке Барановка и сёлах Пирожки, Головки, Садки и Вырва.

## История
22 июля 1941 года райцентр Малин был оккупирован немецкими войсками. Осенью 1941 года 19-летняя дочь врача местной больницы Нина Соснина организовала комсомольскую подпольную группу (в состав которой первоначально вошли четыре человека - В. Павленко, Н. Соснина, В. Ольштынский и Жорж Беленко), и начала поиск единомышленников и оружия. В результате поисков, на месте боев они нашли засыпанную землей винтовку и ручной пулемёт ДП с повреждённым затвором.
В декабре 1941 года участники группы Н. Сосниной объединились с подпольной организацией, которую создавал старший лейтенант П. А. Тараскин, в результате возникла объединённая Малинская подпольная организация, партийное ядро которой со временем стало Малинским подпольным райкомом КП(б)У.
Подпольщики начали распространение сводок Совинформбюро и листовок, которые печатала на печатной машинке Галина Бондарик из Малинского лесничества, занимались саботажем и совершали диверсии на железной дороге и промышленных предприятиях. 
Весной 1942 года Малинская подпольная организация насчитывала 40 человек. В мае 1942 года райком КП(б)У создал подпольные группы в Барановке, Пирожках и Головках.
С целью получения оружия, два подпольщика (Владимир Мельниченко и Н. П. Устинов - под фамилией "Турченко") вступили в организованную немцами полицию. В период службы они успели выполнить несколько операций - во время дежурства на станции Ирша установили самодельную мину, на которой подорвался немецкий эшелон; позднее Устиновым был застрелен немецкий провокатор, выдававший себя за военнопленного (который приехал на инструктаж вместе с немецкими жандармами в то время, когда Устинов находился на дежурстве у входа в полицейский участок). Наиболее крупной стала последняя операция - оказавшись назначенными на охрану склада с оружием, Устинов и Мельниченко вынесли со склада хранившееся там оружие и патроны, а также похитили из кабинета начальника полиции Малина бланки аусвайсов.
В июле 1942 года из подпольщиков была создана Малинская диверсионная группа, которую возглавил командир РККА, окруженец Н. П. Устинов. 10 июля 1942 года диверсионная группа разгромила Кодрянскую сельскую управу, уничтожив хранившиеся здесь списки лиц к вывозу в Германию и раздала населению мешки с мукой. На следующую ночь в селе Ирша подпольщики сожгли склад с сеном для немецкой армии, вывели из строя маслозавод и лесопилку, на которой делали шпалы для немецкой железной дороги, а также раздали населению товары из немецкого магазина. В ту же ночь они застрелили активного пособника оккупантов - назначенного немцами старосту села Вырвы.
В декабре 1942 года к партизанам была переправлена ещё одна группа из шести человек (командир Н. А. Федоров, Анатолий Федоренко, Алексей Федоренко, Павел Гапенюк, Андрей Мелещенко и Жорж Панченко), в дальнейшем они вошли в состав партизанского отряда Селивоненко из соединения А. Н. Сабурова. 
В январе 1943 года подпольная организация установила контакт с партизанами отряда 1-го секретаря Житомирского подпольного обкома КП(б)У С. Ф. Маликова и в дальнейшем оказывала им помощь (передавала развединформацию, медикаменты, оружие, боеприпасы). Кроме того, подпольщики распространяли среди населения советские газеты и партизанские издания.
6 января 1943 года в результате предательства были арестованы подпольщики Ольга Енько, П. А. Тараскин и А. В. Власенко из села Пирожки, начались облавы и аресты. После ареста П. А. Тараскина организацию возглавила Н. Соснина. В ночь на 20 января 1943 года арестованные подпольщики Чумак и Яськов напали на охранников, убили полицейского и сумели бежать, но были вынуждены перейти на нелегальное положение.
К весне 1943 года организация объединяла 50 человек. Н. Соснина организовала пропаганду среди словацких солдат и сумела установить контакты с венгерскими и словацкими антифашистами - ей оказывали помощь офицер словацкой армии Ян Анатола и командир венгерского батальона, уроженец Закарпатья Андрей Петрович, которые снабжали подпольщиков оружием, продуктами питания и информацией разведывательного характера.
До августа 1943 года Малинская подпольная организация переправила к партизанам 40 человек пополнения. Кроме того, в результате разведывательной деятельности подполья был разработан план уничтожения гарнизона Малина совместными действиями партизан и подпольщиков.
27 августа 1943 года к подпольщикам доставили тяжелораненого партизана-пулемётчика. 31 августа 1943 на квартире подпольщицы Евгении Дорошек Н. И. Соснина и её отец доктор И. И. Соснин начали хирургическую операцию по спасению раненого, когда дом был окружён полицией. В погребе дома хранились пулемёт, два немецких автомата и патроны. Подпольщики достали оружие и открыли огонь, после чего полицейские обложили дом соломой и подожгли его.
После гибели Н. Сосниной подполье продолжало действовать до освобождения города советскими войсками в ноябре 1943 года.

## Память
- руководителям Малинской подпольной организации П. А. Тараскину и Н. И. Сосниной было присвоено звание Героев Советского Союза (посмертно)
- после окончания войны средней школе в Малине, в которой училась Нина Соснина, было присвоено её имя. В здании школы был открыт исторический музей Героев Малинского подполья
- деятельности подпольной организации посвящена повесть С. С. Смирнова "Семья", написанная 1967 году[1]